# El Huique

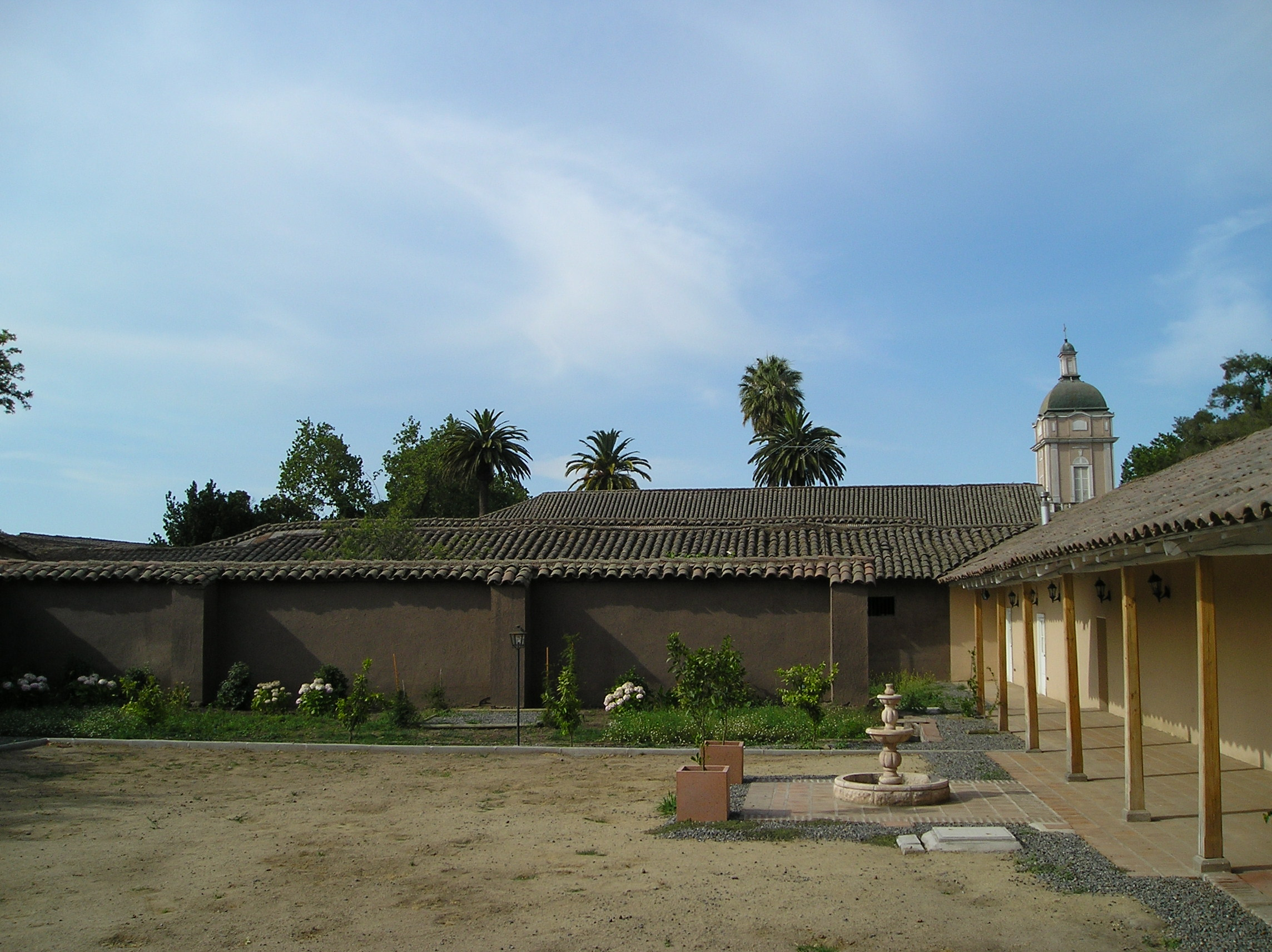
El Huique.

El Huique (del mapudungún: Wilki ‘huilque’) es una localidad chilena del valle de Colchagua, ubicado en la provincia homónima, Región del Libertador General Bernardo O'Higgins. Se ubica a 9 kilómetros al norponiente de la localidad de Palmilla, y depende administrativamente de la comuna homónima.
En el pasado el territorio de El Huique formó una comuna autónoma.

## Historia
La localidad tiene su origen en la hacienda San José del Carmen, que a su vez derivó de la de Larmagüe (hoy Larmahue), la cual fue constituida a comienzos del siglo XVII por el conquistador Juan de Quiroga, gracias a mercedes de tierra y concesiones. Producían un poco para la exportación más allá de la propia hacienda, lo cual conducía al autoabastecimiento en todo excepto en artículos de lujo, de ostentación, que se destinaban para el grupo de gente en el círculo de confianza del patrón.